# 吻鯔
吻鯔為輻鰭魚綱鯔形目鯔科的其中一種，分布於亞洲印度、尼泊爾、孟加拉、緬甸淡水流域，體長可達45公分，棲息在溪流，可做為食用魚及觀賞魚。

## 擴展閱讀
維基物種上的相關：吻鯔